# Tajmyrdepressie
De zogenoemde Tajmyrdepressie (Russisch: также Таймы́рская депре́ссия of Таймы́рская впа́дина), is een cryptodepressie (diepste punt beneden zeeniveau, waterniveau boven zeeniveau) in Noord-Siberië in Rusland ten zuiden van het schiereiland Tajmyr en het daarop gelegen Byrrangagebergte. De vallei wordt in het westen begrensd door de een bocht van de Jenisej, in het zuiden en zuidwesten door het Midden-Siberisch Bergland met het daarop gelegen Poetoranagebergte en in het oosten door de rivier Chatanga, waarachter zich de Laptevzee bevindt. In het noorden stroomt de Tajmyra, die ook door het Tajmyrmeer (5 meter boven zeeniveau) stroomt. Het gebied ligt op grofweg 600 kilometer ten noorden van de poolcirkel.
De Tajmyrdepressie wordt doorstroomd door de Chatanga, Cheta en Pjasina en wordt gekenmerkt door de vele moerassen en door toendra. Het landschap werd gevormd door gletsjers uit de ijstijden. Het gebied wordt nauwelijks bewoond.